# Brett Giroir
Brett P. Giroir (sinh ngày 4 tháng 11 năm 1960) là một bác sĩ nhi khoa người Mỹ và là đô đốc bốn sao trong Đoàn Ủy nhiệm Y tế Công cộng Hoa Kỳ. Vào tháng 2 năm 2018, ông được bổ nhiệm làm Thứ trưởng Y tế Hoa Kỳ dưới thời chính quyền Trump. Ông đồng thời làm cố vấn khoa học và y tế công cộng chính của Bộ trưởng, cố vấn cao cấp cho Cục Quản lý Tài nguyên và Dịch vụ Y tế, Trung tâm Kiểm soát và Phòng ngừa Dịch bệnh, và Cục Quản lý Sức khỏe Tâm thần và Lạm dụng Chất gây nghiện cũng như Cố vấn cao cấp cho Bộ trưởng về Chính sách Opioid. Năm 2020, ông đảm nhận vai trò bổ sung của giám đốc xét nghiệm chẩn đoán COVID-19 của Mỹ, và đại diện của Hoa Kỳ trong Ban điều hành Tổ chức Y tế Thế giới. Ông thôi giữ chức giám đốc xét nghiệm chẩn đoán COVID-19 của Hoa Kỳ để trở lại với nhiệm vụ chính là thứ trưởng y tế vào giữa tháng 6 năm 2020.
Từ năm 2004 đến 2008, Giroir giữ chức phó giám đốc và sau đó là giám đốc Cơ quan Khoa học Quốc phòng thuộc DARPA, phó hiệu trưởng của Hệ thống Đại học Texas A&M từ năm 2008 đến năm 2013, và là giám đốc điều hành của Trung tâm Khoa học Y tế Texas A&M từ năm 2013 đến năm 2015. Giroir bắt đầu từ năm 2016 với tư cách là chủ tịch và CEO của ViraCyte, LLC, một công ty dược phẩm sinh học giai đoạn lâm sàng tập trung vào việc khám phá và phát triển các liệu pháp miễn dịch tế bào cho các bệnh nhiễm trùng nặng. Ông cũng từng là thành viên cao cấp tại Viện Chính sách Y tế của Trung tâm Y tế Texas và cố vấn chiến lược cho Viện Đổi mới Trung tâm Y tế Texas (TMCII). Ông là thành viên của Đội Phản ứng về Phòng bị Bệnh Truyền nhiễm Texas, đồng thời là giáo sư trợ lý nhi khoa tại Đại học Y Baylor ở Houston. Giroir từng là quyền Ủy viên Thực phẩm và Dược phẩm Hoa Kỳ vào tháng 11 và tháng 12 năm 2019, trong khi đề cử của Stephen Hahn đang chờ giải quyết tại Thượng viện Hoa Kỳ.

## Giáo dục
Giroir tốt nghiệp Trường Trung học Công giáo Dòng Tên toàn nam ở New Orleans, Louisiana. Ông đậu bằng A.B. ngành sinh học tại Đại học Harvard, magna cum laude (hạng ưu tú), vào năm 1982. Ông là người đầu tiên theo học đại học trong gia đình. Giroir đậu bằng M.D. từ Trung tâm Y tế Tây Nam Đại học Texas (UTSW) tại Dallas, Texas, vào năm 1986, Alpha Omega Alpha, và làm bác sĩ nội trú (1986–1989), bác sĩ nội trú chính thức (1989–1990) và nghiên cứu sinh (1990–1991) trong khoa nhi tại Trung tâm Y tế Nhi đồng Dallas và Bệnh viện Tưởng niệm Parkland. Giroir được đào tạo sau tiến sĩ tại Viện Y khoa Howard Hughes ở Dallas, từ năm 1991 đến năm 1993.

## Sự nghiệp
Sau thời kỳ làm nghiên cứu sinh, Giroir chuyển sang làm giảng viên tại UTSW (1993–2004), trở thành một giáo sư nhiệm kỳ. Các vị trí hành chính của ông bao gồm giám đốc của Khoa Chăm sóc Sức khỏe Nhi khoa và giám đốc các đơn vị chăm sóc đặc biệt nhi khoa tại Trung tâm Y tế Trẻ em và Parkland. Năm 2000, Giroir được bổ nhiệm làm phó trưởng khoa lâm sàng tại UTSW, đồng thời đảm nhiệm vai trò giám đốc y tế nhậm chức tại Trung tâm y tế trẻ em Dallas. Giroir đã lãnh đạo một đội ngũ y tế gồm hơn 750 bác sĩ. Nghiên cứu của ông tập trung vào các bệnh truyền nhiễm đe dọa tính mạng nghiêm trọng, bao gồm cả bệnh viêm màng não mô cầu. Nghiên cứu của Giroir đã được giới thiệu trên PBS NOVA mang tên "Killer Disease on Campus" ban đầu được phát sóng vào năm 2002. Giroir đã xuất bản hơn 85 bài báo học thuật, đề tài và sách viết về nhiều chủ đề bao gồm tương tác mầm bệnh và các liệu pháp mới cho các bệnh truyền nhiễm đe dọa tính mạng.

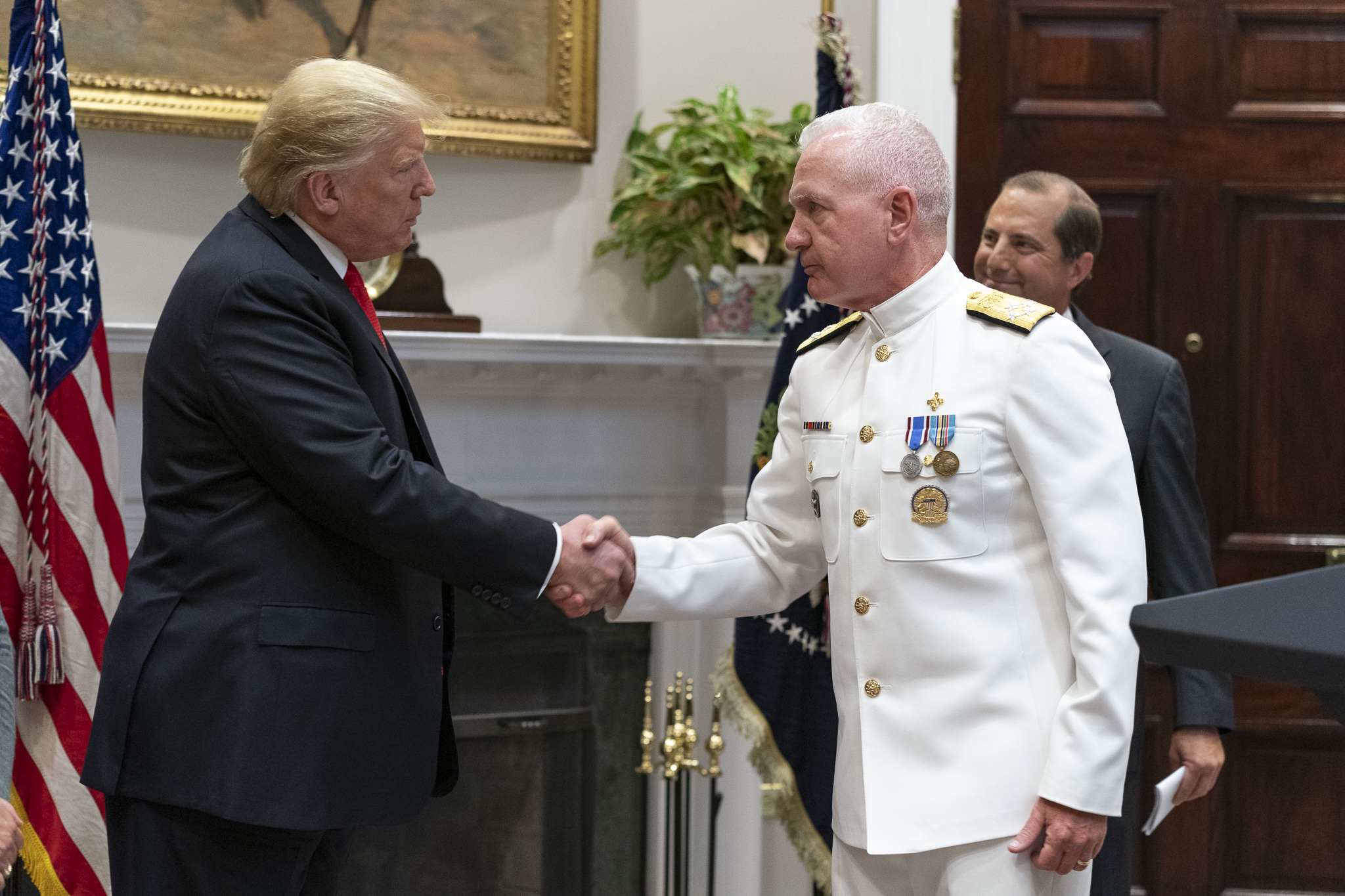
Đô đốc Brett Girior, với tư cách là Thứ trưởng Y tế Hoa Kỳ, bắt tay Tổng thống Donald Trump vào năm 2019

Tổng thống Donald Trump đã đề cử Giroir để được bổ nhiệm làm hạ sĩ quan, và được bổ nhiệm vào cấp bậc đô đốc trong Đoàn Ủy nhiệm Y tế Công cộng Hoa Kỳ, đồng thời làm thứ trưởng y tế, vào ngày 25 tháng 5 năm 2017. Vào tháng 8 năm 2017, Ủy ban Y tế, Giáo dục, Lao động và Trợ cấp của Thượng viện đã phê chuẩn lời đề cử của Giroir, do hoài nghi về lời khai của ông rằng ông sẽ hỗ trợ các chương trình sức khỏe của phụ nữ. Thượng viện đã trả lại đề cử cho Tổng thống vào ngày 3 tháng 1 năm 2018 mà không có hành động. Ông được tái đề cử một lần nữa vào ngày 8 tháng 1 năm 2018, và được phê chuẩn thông qua bỏ phiếu bằng giọng nói vào ngày 7 tháng 2 năm 2018.
Vào tháng 4 năm 2018, Thượng nghị sĩ Ron Wyden (D-Oregon) đã chỉ trích Giroir vì bỏ bê việc giải quyết vai trò của các công ty dược phẩm trong việc gây ra cuộc khủng hoảng opioid. Tháng 9 năm 2018, Thượng nghị sĩ Claire McCaskill (D-Missouri) đã viết cho Bộ trưởng Y tế Alex Azar: "Trong phiên điều trần của Ủy ban Tài chính Thượng viện vào tháng 4 năm 2018, tôi đã hỏi Đô đốc Brett P. Giroir... liệu HHS có yêu cầu giải thích từ các nhà sản xuất dược phẩm đã tăng giá cho thuốc naloxone đảo ngược opioid hay không. Đô đốc Giroir nói rằng ông không yêu cầu các công ty giải thích sự tăng giá mạnh của họ, nhưng hứa rằng ông ấy sẽ 'quay lại với [tôi] về việc [ông] có thể viết một lá thư không.' Tuy nhiên, tôi không biết về việc tiếp cận từ HHS đến văn phòng của tôi về vấn đề này."
Vào tháng 5 năm 2020, Thượng nghị sĩ Mitt Romney (R-Utah) đã chỉ trích Giroir tại một phiên điều trần của Ủy ban Y tế Thượng viện vì đã tham gia vào một sự kiện tại Nhà Trắng kỷ niệm rằng phía Mỹ đã tiến hành nhiều xét nghiệm COVID-19 hơn cả Hàn Quốc. nói rằng sự khác biệt là Hàn Quốc đã thử nghiệm sớm và Hoa Kỳ đã bắt kịp được điều này—có thể dẫn đến nhiều cái chết của người Mỹ nữa. Romney nói: "Tôi hiểu rằng các chính trị gia sẽ sắp xếp dữ liệu theo cách tích cực nhất về mặt chính trị. Tất nhiên, tôi không mong đợi điều đó từ những người ngưỡng mộ. Nhưng ngài đã bỏ qua thực tế là họ đã hoàn thành việc của họ khi bắt đầu bùng phát, trong khi chúng ta giẫm chân tại chỗ trong tháng Hai và tháng Ba.... Thực tế là số lượng thử nghiệm của họ đang giảm, giảm, giảm ngay bây giờ, vì họ không có loại dịch bệnh mà chúng ta có. Chúng ta thì đang tăng, tăng, tăng nữa...."